# 生野郵便局 (大阪府)
生野郵便局（いくのゆうびんきょく）は、大阪府大阪市生野区にある郵便局。民営化前の分類では集配普通郵便局であった。

## 概要
住所：〒544-8799 大阪府大阪市生野区勝山南3-2-2

### 併設施設
- ゆうちょ銀行生野店（大阪支店生野出張所）：取扱店番号414070

## 沿革
- 1946年（昭和21年）3月16日 - 開局。
- 1948年（昭和23年）7月18日 - 生野区勝山通五丁目から同区勝山通八丁目に移転[1]。
- 1956年（昭和31年）11月1日 - 電話通話および和文電報受付事務の取扱を開始。
- 1990年（平成2年）3月23日 - 花の万博の開催に合わせ、大阪市周辺の主な郵便局40局において、風景印を花をかたどった変形印に変更（当局は生野区の花である紫陽花）。
- 1994年（平成6年）7月1日 - 外国通貨の両替および旅行小切手の売買に関する業務取扱を開始。
- 2007年（平成19年）10月1日 - 民営化に伴い、併設された郵便事業生野支店、ゆうちょ銀行生野店に一部業務を移管。
- 2012年（平成24年）10月1日 - 日本郵便株式会社の発足に伴い、郵便事業生野支店を生野郵便局に統合。

## 取扱内容

### 生野郵便局
- 郵便、印紙、ゆうパック、内容証明
- 生命保険、バイク自賠責保険、自動車保険
- 地方公共団体事務（大阪市ごみ処理券の販売、市バス・地下鉄優待乗車証の交付）
- 「544-00xx」区域（大阪市生野区内全域）の集配業務
- ゆうゆう窓口

### ゆうちょ銀行生野店
- 貯金、貸付、為替、振替、振込、国際送金、外貨両替、国債、投資信託、変額年金保険
- ATM

## 周辺
- 生野区役所
- 生野警察署
- 大阪府立桃谷高等学校
- 御勝山公園

## アクセス
- JR大阪環状線 桃谷駅から徒歩約15分
- 大阪シティバス 生野区役所停留所下車
- 阪神高速環状線 夕陽丘出入口から南東へ約2.5km
- 駐車場あり：4台

## その他
- 毎日放送で制作されていたクイズ番組『アップダウンクイズ』の応募先は、千里丘放送センター（2007年廃止）を管轄していた吹田千里局ではなく、当局の私書箱1号（名義はスポンサー・ロート製薬宛て）だった。これはロートと取引していた広告代理店・萬年社（1999年倒産）が募集等を請け負っていたことによるものである。